# Mesochorus ignotus
Mesochorus ignotus là một loài tò vò trong họ Ichneumonidae.